# Нагрудный знак «Мердана Серхетчи»

Нагрудный знак «Мердана Серхетчи» I степени

Нагрудный знак «Мердана Серхетчи» II степени

Нагрудный знак «Мердана Серхетчи» («Доблестный пограничник») — государственная награда пограничных войск Туркменистана. Учреждена 20 декабря 2005 года.

## Описание

### Нагрудный знак «Мердана Серхетчи» I степени
Имеет форму правильного восьмиугольника зелёного цвета, являющегося одним из основных элементов Государственного герба Туркменистана, вписанного в воображаемый круг диаметром 40 мм. Восьмиугольник образован углами двух смещенных по отношению друг к другу квадратов.
Центральную часть нагрудного знака занимает слегка выпуклое, конусообразное от центра изображение туркменского национального щита на двух перекрещенных саблях-гылыч. В центре щита располагается изображение пограничного столба установленных цветов с выпуклым накладным изображением Государственного герба Туркменистана. Вокруг изображения пограничного столба на щите радиально расположены изображения восьми выпуклых заклепок. Под щитом располагается изображение изогнутой ленты красного цвета с симметрично размещенной надписью золотистого цвета «Merdana Serhetci». В средней части ленты на стилизованном изгибе располагается римская цифра «I» золотистого цвета, соответствующая степени знака. Изображение щита описанными элементами наложено на изображение венка из дубовых листьев и вместе с ним составляет круг диаметром 30 мм. В центре круга вверху, прямо над изображением пограничного столба, располагается объемное накладное изображение Государственного флага Туркменистана, полотнище которого развернуто вправо и имеет окантовку золотистого цвета. От круга отходят граненые лучи восьмиконечной звезды к углам правильного восьмиугольника, который имеет окантовку золотистого цвета. Изображения щита и венка нагрудного знака — золотистого цвета, скрещенных сабель под ними — серебристого. На обратной стороне нагрудного знака по центру располагается нарезной штифт со специальной гайкой для прикрепления знака к одежде.

### Нагрудный знак «Мердана Серхетчи» II степени
Имеет форму правильного восьмиугольника золотистого цвета, являющегося одним из основных элементов Государственного герба Туркменистана, вписанного в воображаемый круг диаметром 40 мм. Восьмиугольник образован углами двух смещённых по отношению друг к другу квадратов.
Центральную часть нагрудного знака занимает слегка выпуклое, конусообразное от центра изображение туркменского национального щита на двух перекрещенных саблях-гылыч. В центре щита располагается изображение пограничного столба установленных цветов с выпуклым накладным изображением Государственного герба Туркменистана. Вокруг изображения пограничного столба на щите радиально расположены изображения восьми выпуклых заклепок. Под щитом располагается изображение изогнутой ленты зелёного цвета с надписью золотистого цвета «Merdana Serhetci». В средней части ленты на стилизованном изгибе располагается римская цифра «II» золотистого цвета, соответствующая степени знака. Изображение щита с описанными элементами наложено на изображение венка из дубовых листьев и вместе с ним составляет круг диаметром 30 мм. В центре круга вверху, прямо над изображением пограничного столба, располагается объёмное накладное изображение Государственного флага Туркменистана, полотнище которого развернуто вправо и имеет окантовку золотистого цвета. От круга отходят гранёные лучи восьмиконечной звезды к углам правильного восьмиугольника, который имеет окантовку золотистого цвета. Изображения щита и венка — золотистого цвета, скрещенных сабель под ним — серебристого.